# Билий камин (Виницка област)
Вижте пояснителната страница за други значения на Билий камин.
Билий камин (на украински: Білий Камінь) е село в Югозападна Украйна, Чечелницки район на Виницка област. Основано е през 1750 година. Населението му е около 877 души.